# Фиксни трошак
Фиксни трошкови у економији и финансијама представљају расходе који директно не зависе од производње или продаје. Ови трошкови се не мењају у зависности од количине произведених аутпута. Они настају чак и када предузеће ништа не производи. У фиксне трошкове може се убрајати трошкови настали услед закупа радне снаге или опреме и простора потребних за рад.
У управљачком рачуноводству, фиксни трошкови су дефинисани као трошкови који се не мењају у пропорцији за пословну делатност, у периоду на којем се односи или склапа производња. На пример у малопродаји, послодавци морају платити најам објекта и комуналне рачуне без обзира на продају.
Уз варијабилне трошкове, фиксни трошкови представљају једну од две компоненте укупне цене. У већини једноставних функција укупни трошак добија се сабирањем фиксних и варијабилних трошкова.